# Asamblea Ordinaria
Asamblea Ordinaria es un grupo de música uruguaya creado en 1981, e integrado actualmente por Guillermo Lamolle, Carlos Giráldez y Francisco Rey.

## Historia
El grupo nació en 1981 bajo la forma de quinteto conformado por Marcelo Aguiar, Rubén Colman, Carlos Giraldez, Adriana Lamana y Francisco Rey.
El sello Ayuí / Tacuabé editó su primer disco en 1986, titulado “A modo de comienzo”. Posteriormente Lamana y Colman abandonaron el grupo, y con la formación resultante participaron junto a Jorge Schellemberg, Guillermo Lamolle, Julio Brum y Javier Cabrera en la obra colectiva “Enzalada”, editada en 1987, en la cual se registraron las primeras grabaciones de varios de estos músicos.
Ese mismo año atravesaron un nuevo cambio en la composición del grupo, con la partida de Aguiar y la incorporación de Guillermo Lamolle, quedando de tal modo constituida la formación estable del trío que continúa hasta el presente.

## Estilo
Dentro de sus influencias directas pueden ubicarse a integrantes de la llamada generación del 78’, de los cuales cabe mencionar a Leo Maslíah, Fernando Cabrera, Rubén Olivera y Los que iban cantando entre otros. Con varios de estos músicos estudiaron, e incluso llegaron a participar en discos de Jorge Lazaroff, Cecilia Prato y Marcos Velásquez.
Las canciones que interpreta el grupo fueron creadas en su gran mayoría por alguno de sus integrantes o en conjunto, poniendo énfasis en sus aspectos compositivos así como en un toque particular de humor que caracteriza al grupo.

## Discografía
- A modo de comienzo (Ayuí / Tacuabé a/e48. 1986)
- Yo nunca fui (Ayuí / Tacuabé a/e75. 1989)
- Vaivenes (Ayuí / Tacuabé ae205cd. 1999)
- El saber de los años (Ayuí / Tacuabé ae302cd. 2006)
- No hay con qué darnos (Perro Andaluz, PA 7048-2, 2017)
- ¿Eh? (Perro Andaluz, PA 7930-2, 2022)

### Colectivos
- Enzalada (Ayuí / Tacuabé a/e64k. 1987)
- Ni un minuto más de dolor (contiene el álbum de mismo nombre del grupo Travesía y temas selectos de Asamblea Ordinaria y Guillermo Lamolle como solista. Ayuí / Tacuabé pd2014. 1999)